# Eulepidoptera
Eulepidoptera là một nhánh của phân thứ bộ Heteroneura.
Khoảng 98% loài đã được mô tả thuộc bộ Cánh vẩy được xếp vào nhánh Ditrysia.